# 铁矾
铁矾（英語：Siderotil）是一种水合硫酸亚铁矿物，化学式为FeSO4·5H2O，由水绿矾风化失水形成。铜通常代替结构中的铁。它通常以纤维状或粉状结壳的形式出现，但也可能以针状三斜晶体的形式出现。
它于1891年在斯洛文尼亚伊德里亚的伊德里亚矿首次被描述。它的名字来源于希腊的sideros（铁）和tilos（纤维），指的是它的铁含量和典型的纤维样式。然而，伊德里亚处的物质可能不是铁矾，但这种矿物已经从全球多个地点得到了验证。